# Thomisus callidus
Thomisus callidus là một loài nhện trong họ Thomisidae.
Loài này thuộc chi Thomisus. Thomisus callidus được Tord Tamerlan Teodor Thorell miêu tả năm 1890.